# Ochrota ferruginea
Ochrota ferruginea är en fjärilsart som beskrevs av Butler 1898. Ochrota ferruginea ingår i släktet Ochrota och familjen björnspinnare. Inga underarter finns listade i Catalogue of Life.